# Zelena streha
Zelena streha je streha, ki je delno ali v celoti pokrita z rastlinjem in prstjo na vodonepropustni membrani. Izraz včasih uporabljamo tudi za strehe, na katerih je uporabljena zelena tehnologija: sončne celice, solarni sistem za ogrevanje vode.

## Uporabnost
- Na zelenih strehah lahko rastejo rože, zelenjava in celo sadna drevesa. Kot taka lahko v urbanih območjih omogoči pridelavo hrane.
- Poleg tega zelena streha zmanjšuje toplotni tok in s tem zmanjša toplotne izgube ter z njimi povezane stroške ogrevanja v zimskih mesecih. V poletnih mesecih lahko zmanjša ogrevanje stavbe zaradi sonca.
- Podaljša življenjsko dobo strehe.
- Zelenje lahko absorbira strupene snovi iz vode in zraka.
- Prst in rastline lahko vpijejo meteorno vodo in s tem zmanjšajo njen pritok v kanalizacijo.